# Número cíclico
Un número cíclico es un número entero en el cual las permutaciones cíclicas de los dígitos son múltiplos sucesivos del número. El ejemplo más ampliamente conocido es el número 142857:
142857 × 1 = 142857
142857 × 2 = 285714
142857 × 3 = 428571
142857 × 4 = 571428
142857 × 5 = 714285
142857 × 6 = 857142
142857 × 7 = 1000000-1=999999

## Detalles
Para calificar como un número cíclico, se requiere que los múltiplos sucesivos sean permutaciones cíclicas. Así, el número 076923 no sería considerado un número cíclico, incluso aunque todas las permutaciones cíclicas son múltiplos:
076923 × 1 = 076923
076923 × 3 = 230769
076923 × 4 = 307692
076923 × 9 = 692307
076923 × 10 = 769230
076923 × 12 = 923076
Los siguientes casos triviales son típicamente excluidos:
1. un solo dígito, p.ej.: 5
2. dígitos repetidos, p.ej.: 555
3. números cíclicos repetidos, p.ej.: 142857142857

Después de que el número sea totalmente proporcional a la base lineal que se tiene del 0 en esta ecuación, tiene que ser inversamente proporcional a los valores incluidos en esta 
Si los ceros iniciales no son permitidos en las cifras, entonces 142857 es el único número cíclico en decimal, debido a la estructura necesaria dada en la siguiente sección. Si se permiten los ceros iniciales, la secuencia de números cíclicos comienza:
142857 (6 dígitos)
0588235294117647 (16 dígitos)
052631578947368421 (18 dígitos)
0434782608695652173913 (22 dígitos)
0344827586206896551724137931 (28 dígitos)
0212765957446808510638297872340425531914893617 (46 dígitos)
0169491525423728813559322033898305084745762711864406779661 (58 dígitos)
016393442622950819672131147540983606557377049180327868852459 (60 dígitos)

## Relación con los números periódicos
Los números cíclicos se relacionan con los números periódicos de fracciones unitarias. un número cíclico de longitud L es la representación digital de
1/(L + 1).
En cambio, si el periodo digital de 1 /p (donde p es primo) es
p − 1,
entonces los dígitos representan un número cíclico.
Por ejemplo:
1/7 = 0.142857 142857….
Los múltiplos de estas fracciones exhiben permutación cíclica:
1/7 = 0.142857 142857…
2/7 = 0.285714 285714…
3/7 = 0.428571 428571…
4/7 = 0.571428 571428…
5/7 = 0.714285 714285…
6/7 = 0.857142 857142….

## Forma de los números cíclicos
De la relación con fracciones unitarias se puede mostrar que los número cíclicos son de la forma
{\displaystyle {\frac {b^{p-1}-1}{p}}}
donde b es la base (10 para decimal), y p es un número primo que no divide a b. (Los primos p que dan números cíclicos son llamados números primos largos.
Por ejemplo, el caso b = 10, p = 7 da el número cíclico 142857.
No todos los valores de p darán un número cíclico usando esta fórmula; por ejemplo p=13 da 076923076923. Estos casos fallidos siempre contendrán una repetición de dígitos (posiblemente varios).
Los primeros valores de p para los cuales esta fórmula produce números cíclicos en decimal son (secuencia A001913 en OEIS):
7, 17, 19, 23, 29, 47, 59, 61, 97, 109, 113, 131, 149, 167, 179, 181, 193, 223, 229, 233, 257, 263, 269, 313, 337, 367, 379, 383, 389, 419, 433, 461, 487, 491, 499, 503, 509, 541, 571, 577, 593, 619, 647, 659, 701, 709, 727, 743, 811, 821, 823, 857, 863, 887, 937, 941, 953, 971, 977, 983 …
El conocido patrón de esta secuencia viene de la teoría de números algebraicos, específicamente, esta secuencia es el conjunto de números primos p tales que 10 es una raíz primitiva módulo p. Una conjetura de Emil Artin es que esta secuencia contiene 37.395..% de los números primos.

## Construcción de números cíclicos
Los números cíclicos pueden ser construidos por el siguiente procedimiento:
Sea b la base (10 para decimal)

Sea p un número primo que no divida a b.

Sea t = 0.

Sea r = 1.

Sea n = 0.

repítase lo siguiente:
Sea t = t + 1
Sea x = r · b
Sea d = ent(x / p)
Sea r = x mod p
Sea n = n · b + d
Si r ≠ 1 se repite el bucle.
si t = p − 1 entonces n es un número cíclico.
Este procedimiento funciona calculando los dígitos de 1 /p en base b, mediante una división larga. r es el resto en cada etapa, y d es el dígito producido.
El paso
n = n · b + d
sirve simplemente para recolectar los dígitos. Para computadoras no capaces de expresar enteros muy grandes, los dígitos pueden ser impresos o coleccionados de otra forma.
Nótese que si t alguna vez excede p/ 2, entonces el número debe ser cíclico, sin la necesidad de computar los dígitos restantes.

## Propiedades de los números cíclicos
- Cuando son multiplicados por su número primo generador, resulta en una secuencia de 9's. 142857 × 7 = 999999
- Cuando son partidos en dos, tres, cuatro, etc., sobre la base 10, 100, 1000 etc.. por sus dígitos y son añadidos el resultado es una secuencia de 9's. 14 + 28 + 57 = 99 142 + 857 = 999 1428 + 5714+ 2857 = 9999 etc. (Este es un caso especial del Teorema de Midy.)
- Todos los números cíclicos son divisibles por 9 y la suma del resto es un múltiplo del divisor. (Esto se deriva del punto previo.)

## Otras bases
Usando la técnica anterior, los números cíclicos pueden ser encontrados utilizando otras bases. Nótese que no todos siguen la segunda regla (que todos los múltiplos sucesivos sean permutaciones cíclicas) listados en la sección de casos especiales más arriba.
En binario, la secuencia de números cíclicos comienza:
01
0011
0001011101
000100111011
000011010111100101
En ternario:
0121
010212
0011202122110201
001102100221120122
0002210102011122200121202111
En octal:
25
1463
0564272135
0215173454106475626043236713
0115220717545336140465103476625570602324416373126743
En duodecimal:
2497
186A35
08579214B36429A7
En base 24:
3A6LDH
248HAMKF6D
1L795CN3GEJB
19M45FCGNE2KJ8B7
Nótese que en ternario (b = 3), el caso p = 2 da 1 como un número cíclico. Mientras que los casos de un solo dígito pueden ser considerados triviales, puede ser útil para la integridad de la teoría considerarlos solo cuando son generados de esta forma.
Puede mostrarse que ningún número cíclico (distinto que los triviales de un solo dígito) existe en ninguna base que sea un cuadrado perfecto; así que no hay números cíclicos en hexadecimal, base 4, o base 9.